# Долфинг, Мартин
Мартин Долфинг (нидерл. Martin Dolfing) (род. 12 ноября 1977, Гронинген, Нидерланды) — нидерландский шашист. Трёхкратный чемпион Нидерландов. Международный гроссмейстер, гроссмейстер Нидерландов. С сезона 2003/04 выступает за клуб Hijken DTC в национальном клубном чемпионате. Вырос и проживает в городе Гронинген.
FMJD-Id: 10427

## Чемпионат мира
В 2025 году занял 8 место.

## Нидерландский чемпионат
Чемпион страны 2002 года в основной программе и 1999 и 2002 годов в блице.

## Чемпионат Европы
Принял участие в чемпионате Европы в 2002, 2008, 2010 и 2012.